# Frida Karlssonová
Frida Elisabeth Karlsson, přechýleně Karlssonová (* 10. srpen 1999 v Sollefteå) je švédská běžkyně na lyžích. Ve svých devatenácti letech se stala mistryní světa ve štafetě a celkem trojnásobnou medailistkou na Mistrovství světa v klasickém lyžování 2019.

## Životopis
Frida Karlsson je dcerou Leifa Medina a Mii Karlsson, má starší sestru Fanny a mladší sestru Hannah. Její matka i teta Eva-Lena Frick byly obě úspěšné běžkyně na lyžích, otec je fotbalový trenér a bývalý trenér házené, sestra Fanny hraje vysokoškolský fotbal ve Spojených státech. Fridiny rodiče jsou zároveň jejími manažery. Kromě lyžování byla Frida nadšená pro fotbal, ale také pro házenou a atletiku, když nastoupila na střední školu rozhodla se věnovat se pouze běžeckému lyžování. Medaile na mezinárodní scéně začala sbírat na Mistrovství světa juniorů v letech 2018 a 2019 – celkem 3 zlaté a 3 bronzové. Jejím velkým průlomem mezi dospělými bylo MS v Seefeldu 2019, v devatenácti letech si z něj odvezla domů zlato a další dvě medaile, když těsně předtím debutovala sedmým místem ve Světovém poháru. Vzápětí však prožila složitou sezónu 2019/20, kdy byla v prosinci ze zdravotních důvodů Švédským lyžařským svazem vyloučena ze všech soutěží. Znovu mohla začít závodit až v únoru, v závěru sezóny si připsala první vítězství ve Světovém poháru v kariéře, když v závodě na 30 km na Holmenkollenu porazila suverénku sezony Therese Johaugovou, která tak prohrála poprvé po deseti výhrách v distančních závodech v řadě.
V sezóně 2020/21 poprvé startovala na Tour de Ski a po třech etapách byla na třetím místě se ztrátou pouhých 10 sekund na vedoucí Digginsovou. Při rozcvičení těsně před čtvrtou etapou si na hotelovém pokoji v Toblachu poranila sval a tři následující etapy absolvovala s bolestmi, v celkovém pořadí se sice udržela na 3. místě, ale její ztráta narostla na minutu a tři čtvrtě. Nakonec se rozhodla odstoupit před předposlední etapou. Do Světového poháru se vrátila až po třech týdnech v závodech ve Falunu, ale příliš se jí nedařilo a cítila se unavená. Vrcholem sezóny bylo Mistrovství světa v Oberstdorfu a na něm byla Karlssonová ve skvělé formě. Ve skiatlonu byly s Anderssonovou od počátku jediné, které stíhaly rychlé tempo favorizované Johaugové, pak se ale Karlssonová s Johaugovou srazily a spadly, Karlssonová navíc zlomila hůl a musela dohánět ztrátu, v bruslařském úseku dojela krajanku Anderssonovou a ve finiši získala stříbro. Stříbro získala i v závodě na 10 km volnou technikou, na 5. km měla na vítězku Johaugovou jen malou ztrátu 8,6 s, ale v druhé polovině závodu již jejímu tempu nestačila a v cíli za ní zaostala o 54,2 s. Obhajoba zlaté medaile ve štafetě se nezdařila, na druhém úseku nabrala velkou ztrátu Charlotte Kallaová a finišmanka Karlssonová již nedokázala posunout tým na lepší než 6. místo. V závěrečném závodě šampionátu v běhu na 30 km klasicky získala bronzovou medaili, ačkoliv 10 km před cílem společně s Wengovou a Anderssonovou spadla a narazila si ruku, přesto přes bolest ve finiši vybojovala svou třetí medaili na šampionátu. Ihned po závodu ji sanitka odvezla na rentgen, podezření na zlomenou ruku se však nepotvrdilo.
V úvodu sezóny 2021/22 dokázala dvakrát porazit suverénku distančních závodů posledních tří sezón Therese Johaugovou – nejprve v závodě na 10 km klasicky v Ruce a poté v závodě na 10 km volně v Lillehammeru. Se sprinterkou Majou Dahlqvistovou se během prvních osmi závodů střídala v čele průběžného pořadí Světového poháru. Do čela Světového poháru se vrátila ještě v průběhu Tour de Ski 2021/2022, která jí ale nevyšla podle jejích představ, po třech etapách jí patřila sedmá příčka, ve čtvrté etapě však ve čtvrtfinále sprinterského závodu při změně stopy srazila Jessicu Digginsovou, za což byla diskvalifikována a byla jí udělena penalizace 3 minuty do průběžného pořadí. Karlssonová z Tour de Ski poté odstoupila. Další závody před olympiádou byly zrušeny kvůli pandemii. Před olympiádou byla médii na základě svých vítězství nad Johaugovou pasována do role jedné z největších švédských nadějí na zlato. V individuálních závodech však vyšla naprázdno − ve skiatlonu doběhla pátá, v závodu na 10 km klasicky dvanáctá, po obou závodech byla vyčerpaná, promrzlá, na pokraji kolapsu a do závěrečného závodu na 30 km již nebyla trenérem Andersem Byströmem nominována. Jedinou medaili z olympiády tak získala ve štafetě, v níž běžela třetí úsek, na němž se propadla z třetího na páté místo, ale finišmenka štafety Jonna Sundlingová ztrátu dotáhla a vybojovala bronz.
Před sezónou 2022/23 byla považována za jednu z největších favoritek na celkové vítězství ve Světovém poháru a v prvních třech závodech ve finské Ruce tyto předpoklady naplňovala – ve sprintu byla desátá, v závodu na 10 km klasicky druhá, ve stíhacím závodu na 20 km zvítězila a oblékla žlutý dres pro vedoucí závodnici průběžného pořadí. V dalším závodě se však do čela SP vrátila Norka Tiril Udnes Wengová, která doběhla v závodě na 10 km v Lillehammeru na sedmém místě před osmou Karlssonovou.
 Ačkoliv si v Lillehammeru Karlssonová v závodě na 20 km klasicky s hromadným startem připsala své páté vítězství kariéry, průběžné vedení si díky vyrovnaným výsledkům ve sprinterských i distančních závodech upevňovala Wengová. Na její adresu Karlssonová prohlásila: „Není nejlepší v ničem, ale dobrá ve všem. Ve všem je druhá nejlepší.“ Před Tour de Ski Karlssonová vynechala kvůli přípravě závody v Davosu a v průběžném pořadí SP se propadla na čtvrté místo se ztrátou 284 bodů na vedoucí Wengovou.

## Výsledky

### Výsledky ve Světovém poháru
| Sezóna  | Věk | Sezónní výsledky | Sezónní výsledky | Sezónní výsledky | Sezónní výsledky | Výsledky na Ski Tour | Výsledky na Ski Tour | Výsledky na Ski Tour | Výsledky na Ski Tour |
| Sezóna  | Věk | Celkově          | Distance         | Sprinty          | U23              | Nordic Opening       | Tour de Ski          | WC Final             |                      |
| ------- | --- | ---------------- | ---------------- | ---------------- | ---------------- | -------------------- | -------------------- | -------------------- | -------------------- |
| 2018/19 | 19  | 40.              | 39.              | 41.              | 7.               | —                    | —                    | 9.                   |                      |
| 2019/20 | 20  | 22.              | 15.              | —                | 3.               | 8.                   | —                    | —                    |                      |
| 2020/21 | 21  | 16.              | 13.              | 28.              | 3.               | 4.                   | DNF                  | —                    |                      |
| 2024/22 | 22  | 12.              | 2.               | 38.              | 1.               | —                    | DNF                  | —                    |                      |
| 2022/23 | 23  | 6.               | 8.               | 32.              | —                | —                    | 1.                   | —                    |                      |
| 2023/24 | 24  | 3.               | 5.               | 7.               | —                | —                    | 4.                   | —                    |                      |
| 2024/25 | 25  |                  |                  | 73.              | —                | —                    | —                    | —                    |                      |

### Výsledky na OH
| Rok  | Věk | 10 km | 15 km skiatlon | 30 km hromadný start | sprint | 4 × 5 km štafeta ženy | sprint dvojic |
| ---- | --- | ----- | -------------- | -------------------- | ------ | --------------------- | ------------- |
| 2022 | 22  | 12.   | 5.             | —                    | —      | 3.                    | —             |

### Výsledky na MS
| Rok  | Věk | 10 km | skiatlon | 30/50 km hromadný start | sprint | štafeta | sprint dvojic |
| ---- | --- | ----- | -------- | ----------------------- | ------ | ------- | ------------- |
| 2019 | 19  | 2.    | 5.       | 3.                      | —      | 1.      | —             |
| 2021 | 21  | 2.    | 2.       | 3.                      | —      | 6.      | —             |
| 2023 | 23  | 2.    | 2.       | 3.                      | —      | 3.      | —             |
| 2025 | 25  | 3.    | 4.       | 1.                      | —      | 1.      | —             |